# Еврисак
Еврисак (или Эврисак, др.-греч. Εὐρυσάκης «широкий щит») — персонаж древнегреческой мифологии, царь Саламина. Сын Аякса Теламонида и Текмессы, отец Филея. Отец дарит ему щит.
Действующее лицо трагедий Софокла «Аякс» (без речей) и «Еврисак» (сохранилось одно слово) и трагедии Акция «Еврисак». В Афинах ему был жертвенник. Из рода Еврисакидов происходил Алкивиад.